# Saint-Jean-le-Vieux (Ain)
Saint-Jean-le-Vieux – miejscowość i gmina we Francji, w regionie Owernia-Rodan-Alpy, w departamencie Ain.

## Demografia
Według danych na styczeń 2012 roku gminę zamieszkiwały 1724 osoby, a gęstość zaludnienia wynosiła 113,4 osób/km².